# Gorno Wojwodino
Gorno Wojwodino (bułg. Горно Войводино) – wieś w południowej Bułgarii, znajdująca się w obwodzie Chaskowo, w gminie Chaskowo. Według danych Narodowego Instytutu Statystycznego w Bułgarii, 31 grudnia 2011 roku wieś liczyła 176 mieszkańców.